# Kapcypriodopsis
Kapcypridopsis là một chi động vật giáp xác thuộc họ Cyprididae. 

## Các loài
Chi này có các loài sau:
- Kapcypriodopsis barnardi